# ويليام جي. ميلر
ويليام جي. ميلر هو سمسار تأمين وسياسي أمريكي، ولد في 12 مارس 1899 في North Andover, Massachusetts ‏ في الولايات المتحدة، وتوفي في 22 نوفمبر 1950 في Wethersfield, Connecticut ‏ في الولايات المتحدة. نشط حزبياً في الحزب الجمهوري. وقد انتخب عضو مجلس النواب الأمريكي ‏.